# Liste der Gouverneure der mexikanischen Bundesstaaten

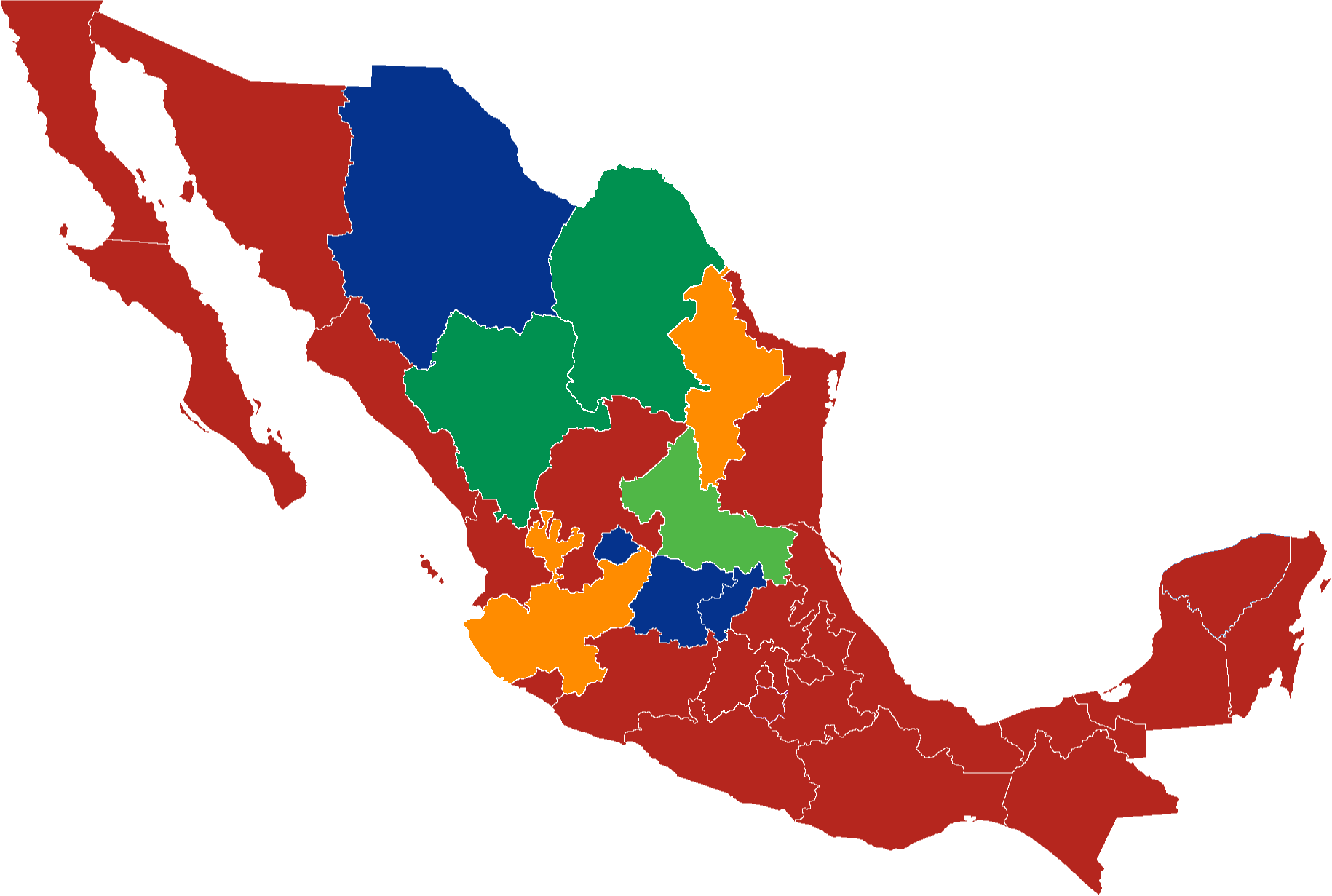
Parteizugehörigkeit der Gouverneure der mexikanischen Bundesstaaten (Stand: 1. Oktober 2024)
Movimiento Regeneración Nacional (Morena)
Partido Acción Nacional (PAN)
Partido Revolucionario Institucional (PRI)
Movimiento Ciudadano (MC)
Partido Verde Ecologista de México (PVEM)

Mexiko besteht aus 31 Bundesstaaten (Estados), die jeweils von einem Gouverneur geleitet werden, und einem Bundesdistrikt (Distrito Federal), der die Hauptstadt umfasst und vom Vorsitzenden der Regierung des Bundesdistrikts (Jefe de Gobierno) geleitet wird.
Die folgende Liste der Gouverneure der mexikanischen Bundesstaaten führt die Amtsinhaber mit Parteizugehörigkeit und Amtszeit auf (Stand: 1. Oktober 2024).

## Liste
| Bundesstaat                                            | Gouverneur | Gouverneur                                                                                        | Amtszeit                                          | Partei                                                                               |
| ------------------------------------------------------ | ---------- | ------------------------------------------------------------------------------------------------- | ------------------------------------------------- | ------------------------------------------------------------------------------------ |
| Aguascalientes                                         |            | María Teresa Jiménez Esquivel                                                                     | 1. Oktober 2022 – 30. September 2028              | PAN                                                                                  |
| Baja California                                        |            | Marina del Pilar Ávila Olmeda                                                                     | 1. November 2021 – 31. Oktober 2027               | Morena                                                                               |
| Baja California Sur                                    |            | Víctor Manuel Castro Cosío                                                                        | 10. September 2021 – 9. September 2027            | Morena                                                                               |
| Campeche                                               |            | Layda Elena Sansores San Román                                                                    | 16. September 2021 – 15. September 2027           | Morena                                                                               |
| Chiapas                                                |            | Rutilio Cruz Escandón Cadenas                                                                     | 8. Dezember 2018 – 7. Dezember 2024[veraltet]     | Morena                                                                               |
| Chihuahua                                              |            | María Eugenia Campos Galván                                                                       | 8. September 2021 – 7. September 2027             | PAN                                                                                  |
| Coahuila                                               |            | Manolo Jiménez Salinas                                                                            | 1. Dezember 2023 – 30. November 2029              | PRI                                                                                  |
| Colima                                                 |            | Indira Vizcaíno Silva                                                                             | 1. November 2021 – 31. Oktober 2027               | Morena                                                                               |
| Durango                                                |            | Esteban Alejandro Villegas Villarreal                                                             | 15. September 2022 – 14. September 2028           | PRI (Kandidat von PAN, PRD)                                                          |
| Guanajuato                                             |            | Diego Sinhue Rodríguez Vallejo                                                                    | 26. September 2018 – 25. September 2024[veraltet] | PAN                                                                                  |
| Guerrero                                               |            | Evelyn Cecia Salgado Pineda                                                                       | 15. Oktober 2021 – 14. Oktober 2027               | Morena                                                                               |
| Hidalgo                                                |            | Julio Ramón Menchaca Salazar                                                                      | 5. September 2022 – 4. September 2028             | Morena (Kandidat des Wahlbündnisses Juntos Hacemos Historia aus Morena, PT und NAH). |
| Jalisco                                                |            | Enrique Alfaro Ramírez                                                                            | 6. Dezember 2018 – 5. Dezember 2024[veraltet]     | MC                                                                                   |
| México (Bundesstaat) / Mexiko-Stadt (Ciudad de México) |            | Delfina Gómez Álvarez                                                                             | 16. September 2023 – 15. September 2029           | Morena                                                                               |
| Michoacán                                              |            | Alfredo Ramírez Bedolla                                                                           | 1. Oktober 2021 – 30. September 2027              | Morena                                                                               |
| Morelos                                                |            | Cuauhtémoc Blanco Bravo                                                                           | 1. Oktober 2018 – 30. September 2024[veraltet]    | PES                                                                                  |
| Nayarit                                                |            | Miguel Ángel Navarro Quintero                                                                     | 19. September 2021 – 18. September 2027           | Morena                                                                               |
| Nuevo León                                             |            | Samuel Alejandro García Sepúlveda                                                                 | 3. Oktober 2021 – 2. Oktober 2027                 | MC                                                                                   |
| Oaxaca                                                 |            | Salomón Jara Cruz (seit Februar 2023 zugleich Präsident der Conferencia Nacional de Gobernadores) | 1. Dezember 2022 – 30. November 2028              | Morena                                                                               |
| Puebla                                                 |            | Luis Miguel Gerónimo Barbosa Huerta                                                               | 1. August 2019 – 13. Dezember 2024[veraltet]      | Morena                                                                               |
| Querétaro                                              |            | Mauricio Kuri González                                                                            | 1. Oktober 2021 – 30. September 2027              | PAN                                                                                  |
| Quintana Roo                                           |            | María Elena Lezama Espinosa                                                                       | 25. September 2022 – 24. September 2028           | Morena (Kandidatin des Wahlbündnisses Juntos Hacemos Historia en Quintana Roo)       |
| San Luis Potosí                                        |            | José Ricardo Gallardo Cardona                                                                     | 26. September 2021 – 25. September 2027           | PVEM                                                                                 |
| Sinaloa                                                |            | Rubén Rocha Moya                                                                                  | 1. November 2021 – 31. Oktober 2027               | Morena                                                                               |
| Sonora                                                 |            | Francisco Alfonso Durazo Montaño                                                                  | 13. September 2021 – 12. September 2027           | Morena                                                                               |
| Tabasco                                                |            | Javier May Rodríguez                                                                              | September 2024 – September 2029                   | Morena                                                                               |
| Tamaulipas                                             |            | Américo Villarreal Anaya                                                                          | 1. Oktober 2022 – 30. September 2028              | Morena                                                                               |
| Tlaxcala                                               |            | Lorena Cuéllar Cisneros                                                                           | 31. August 2021 – 30. August 2027                 | Morena                                                                               |
| Veracruz                                               |            | Cuitláhuac García Jiménez                                                                         | 1. Dezember 2018 – 30. November 2024[veraltet]    | Morena                                                                               |
| Yucatán                                                |            | Mauricio Vila Dosal                                                                               | 1. Oktober 2018 – 30. September 2024[veraltet]    | PAN                                                                                  |
| Zacatecas                                              |            | David Monreal Ávila                                                                               | 12. September 2021 – 11. September 2027           | Morena                                                                               |